# Македонска сага
„Македонска сага“ (на македонска литературна норма: „Македонска сага“) е филм от Република Македония от 1993 година, драма на режисьора Бранко Гапо по сценарий на Бранко Гапо, Симон Дракул.
Главните роли се изпълняват от Биляна Танески, Кирил Попхристов, Мето Йовановски, Петър Темелковски, Владимир Светиев, Владо Йовановски, а второстепенните от Ацо Йовановски, Александър Микич, Бедия Беговска, Чедо Камджияш, Ердоан Максут, Феми Груби, Георги Бисерков, Илко Стефановски, Йосиф Йосифовски, Юсуф Гулевски, Мустафа Яшар, Предраг Павловски, Салаетин Билал, Шишман Ангеловски, Сюзан Максут, Тодор Николовски, Веска Въртева, Джемаил Максут, Зафир Хаджиманов, Жаклина Стефковска, Дзвездана Ангеловска.